# Kasuku
Kasuku är ett vattendrag i Kongo-Kinshasa, ett biflöde till Lualaba. Det rinner huvudsakligen genom provinsen Maniema, i den centrala delen av landet, 1 200 km öster om huvudstaden Kinshasa. Det nedersta loppet ingår i gränsen mellan Maniema och Tshopo. Kasuku rinner genom sjön Ndjale.